# 9-borabiciclo(3.3.1)nonano
Il 9-borabiciclo(3.3.1)nonano, spesso abbreviato in 9-borabiciclononano o più semplicemente 9-BBN, è un composto di organoboro. Si presenta come un solido incolore e viene principalmente impiegato in chimica organica come agente di idroborazione.
Il composto esiste sotto forma di un dimero legato a ponte con un idrogeno, un legame che viene facilmente scisso in presenza di una specie che si può ridurre.
Per la sua struttura il composto è stato ribattezzato simpaticamente borano banana, dal momento che si tende a schematizzarlo con un simbolo a forma di banana (o mezzaluna) con il B del boro a ponte.
Il composto è molto utile nelle reazioni di Suzuki e viene utilizzato come agente riducente chemoselettivo quando si vuole ridurre selettivamente un carbonile ma non un doppio legame C=C ad esso coniugato.
Si dimostra molto regioselettivo nell'addizione agli alcheni e permette di preparare alcol terminali per successiva rottura dei legami con perossido d'idrogeno in ambiente basico (es. KOH).

## Preparazione
Il 9-BBN si prepara per reazione dell'1,5-cicloottadiene e il borano, generalmente in solventi eterei. Un esempio di preparazione è mostrato nella figura seguenteː
Il composto è venduto commercialmente come soluzione in tetraidrofurano (THF) o allo stato solido.